# Prieuré de Notre-Dame-des-Aumades
Le prieuré de Notre-Dame-des-Aumades, situé sur la commune de Caseneuve, est un grand prieuré bénédictin qui est répertorié dans les chartes de l'abbaye de Cluny dès le XIIe siècle. En dépit de sa richesse, il fut abandonné, car ruiné, à la fin du XIVe siècle. 

## Historique
Situé sur un plateau dominant la vallée du Calavon où passait la Via Domitia, le prieuré de Sancti Maria de Ulmatis (Sainte Marie des Ormes) était un vaste édifice comportant une nef à trois travées avec une voûte en berceau brisé, un transept et un chœur à trois absides. Se basant sur ses amples proportions et sur les éléments architecturaux qui se retrouvent dans l'oratoire dressé à l'entrée de Caseneuve qui utilise en réemploi ses chapiteaux et ses sculptures, Guy Barruol, chercheur au CNRS et auteur de Provence Romane, en a déduit que ce prieuré devait être richement décoré. De plus, après examen, son arc triomphal, provenant des Aumades, semble avoir été reconstitué à l'identique. 
Seuls, le prieuré de Saint-Sauveur à Aubignan, avec sa fresque dans la fenêtre absidiale datant de la première croisade, l'abbaye de Ganagobie, et le prieuré de Saint-André de Rosans - ces deux derniers lieux de culte avec leurs mosaïques où se mêlent chimères, dragons et animaux exotiques - peuvent avoir rivalisé avec les Aumades dans ce fameux luxe bénédictin que dénonça Bernard de Clairvaux, en 1125, dans son Apologie où il stigmatisait : « Ces admirables beautés difformes ou ces difformités si belles ».  
Des relevés sommaires ont montré qu'étaient accolés, à ce prieuré, un cloître (25 × 25 m) et des bâtiments conventuels. Seules des fouilles pourront en déterminer l'importance.

Le cartulaire de l'abbaye clunisienne, dans une de ses chartes datée de 1103, indique que ce lieu de culte, aáppartenant à la famille de dom Maïeul, quatrième abbé de Cluny, fut donné par son descendant, Laugier d'Agoult, évêque d'Apt, à l'abbé Hugues de Cluny. 

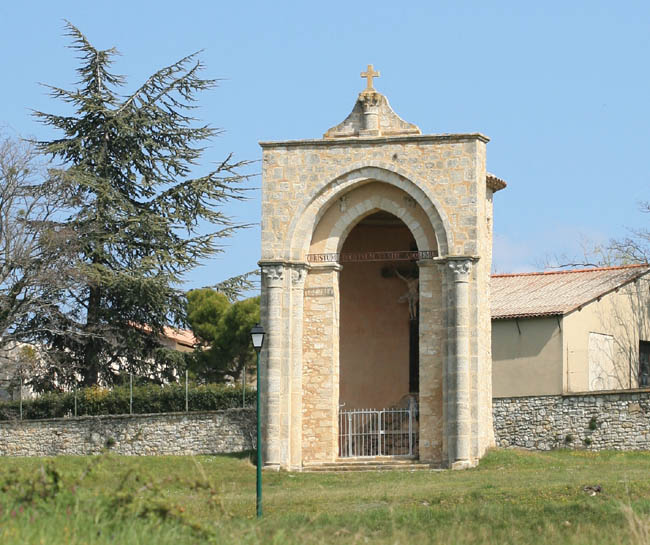
Le plus grand oratoire de Provence qui utilise, en réemploi, les pierres de Notre-Dame-des-Aumades

Cette donation fut confirmée par son successeur sur le siège épiscopal, Pierre de Saint-Paul, en 1162, qui y ajouta des dépendances proches dont celles de Saint-Raphaël, Saint-Jean-de-Félèze, Saint-Aman-l'Alpage, église du castrum alpestri et celle de Notre-Dame de Courennes, dite alors Sainte-Marie-du-Puy. Le prieuré, dans lequel ne résidaient qu'un prieur et deux moines, semble avoir été édifié entre ces deux dates,
Le XIVe siècle fut fatal à Notre-Dame des Aumades. Les Statuts de Cluny, compte-rendu des visites des émissaires de l'Ordre dans les abbayes et prieurés dépendant de la maison mère, indiquent que, déjà en mauvais état à la fin du XIIIe siècle, le prieuré menaçait ruines en 1312 et nécessitait d'urgentes réparations en 1315. Elles ne furent pas faites car « La maison des Aumades est en pleine décadence tant au point de vue spirituel que temporel » constata le chapitre général de l'Ordre clunisien. Il fut donc abandonné en 1386. Un seul gardien fut laissé en surveillance avec comme mission d'empêcher que les animaux et les errants puissent profaner les lieux. 
Malheureusement le zèle intempestif d’une mission du XIXe siècle l’a définitivement ruiné en utilisant ses pierres pour construire un oratoire moderne. Certains justifièrent la chose : « En 1840, à la suite d’une mission, les habitants apportèrent dans le village de Caseneuve, et pierre par pierre, les restes de la gracieuse chapelle romane de Notre-Dame des Aumades. Les missionnaires ne pouvaient mieux signaler leur passage qu’en sauvant une ruine du passé ». Quand ce ne sont pas les exactions de Raymond de Turenne, les guerres de religion ou la Révolution qui ont ruiné ou dépouillé les édifices religieux, ce sont les embellissements ou l’inertie du clergé et des fidèles qui leur ont fait le plus de mal.

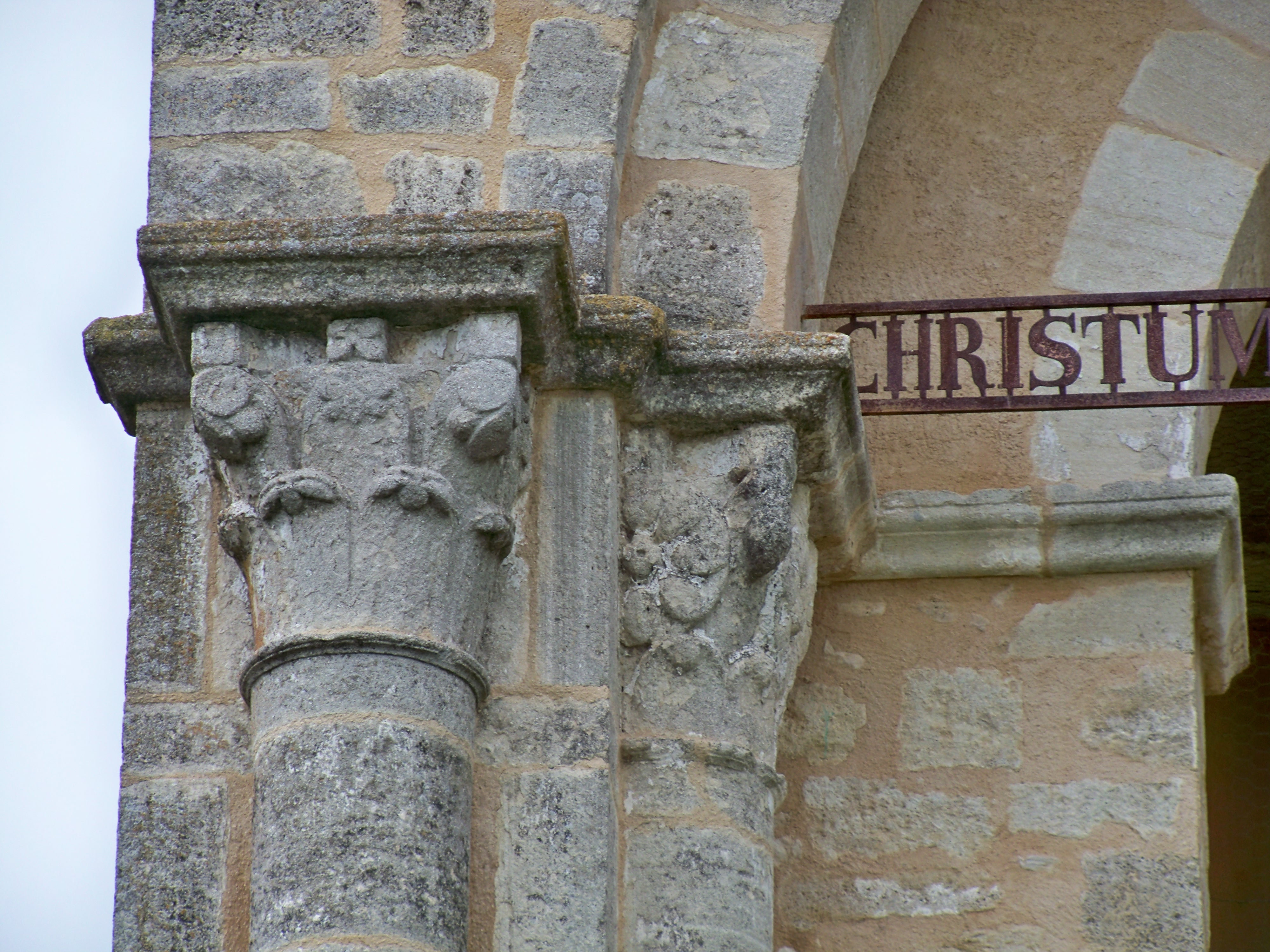
Détail du chapiteau de gauche
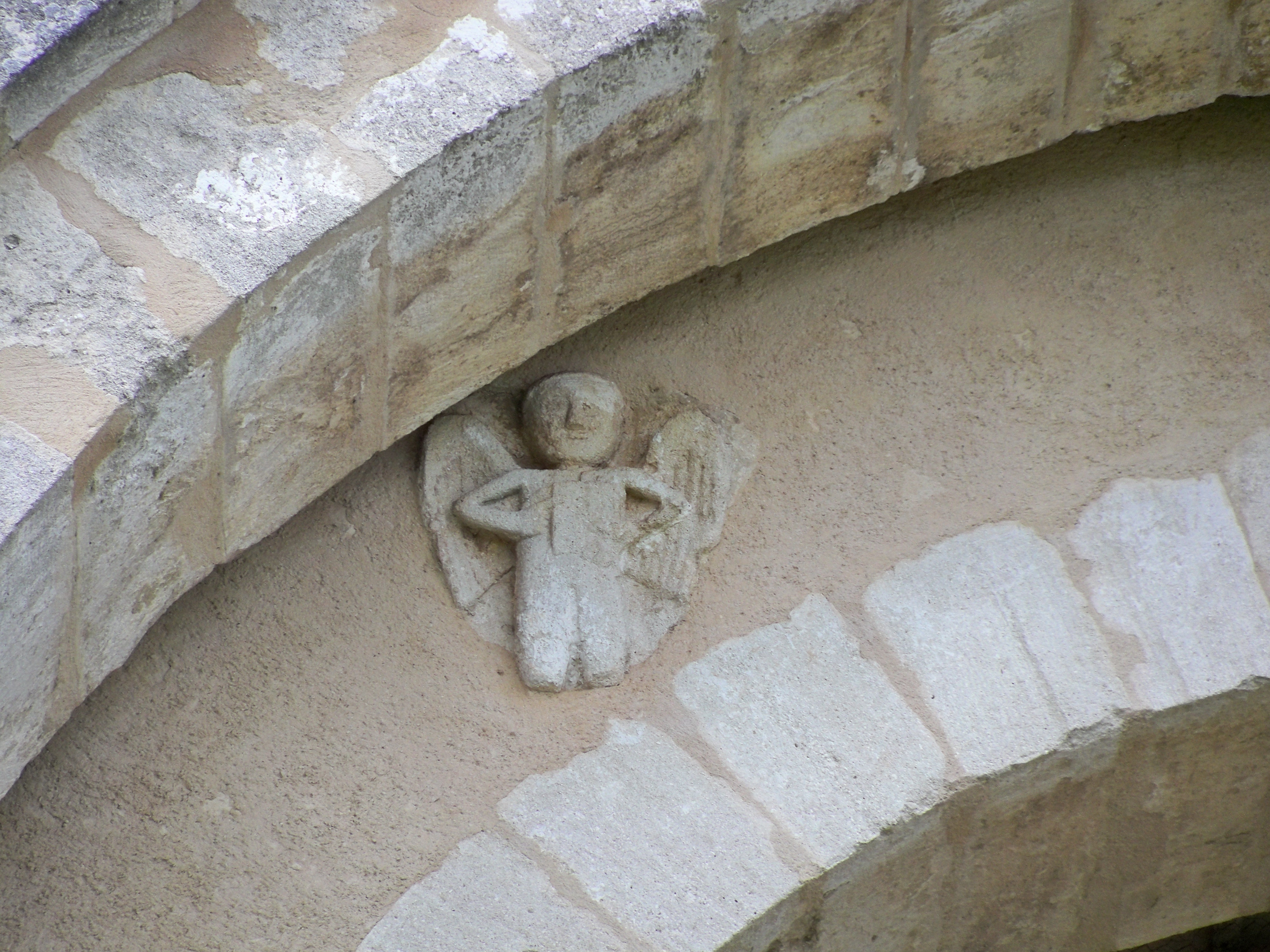
Symbole de Jean l'Évangéliste
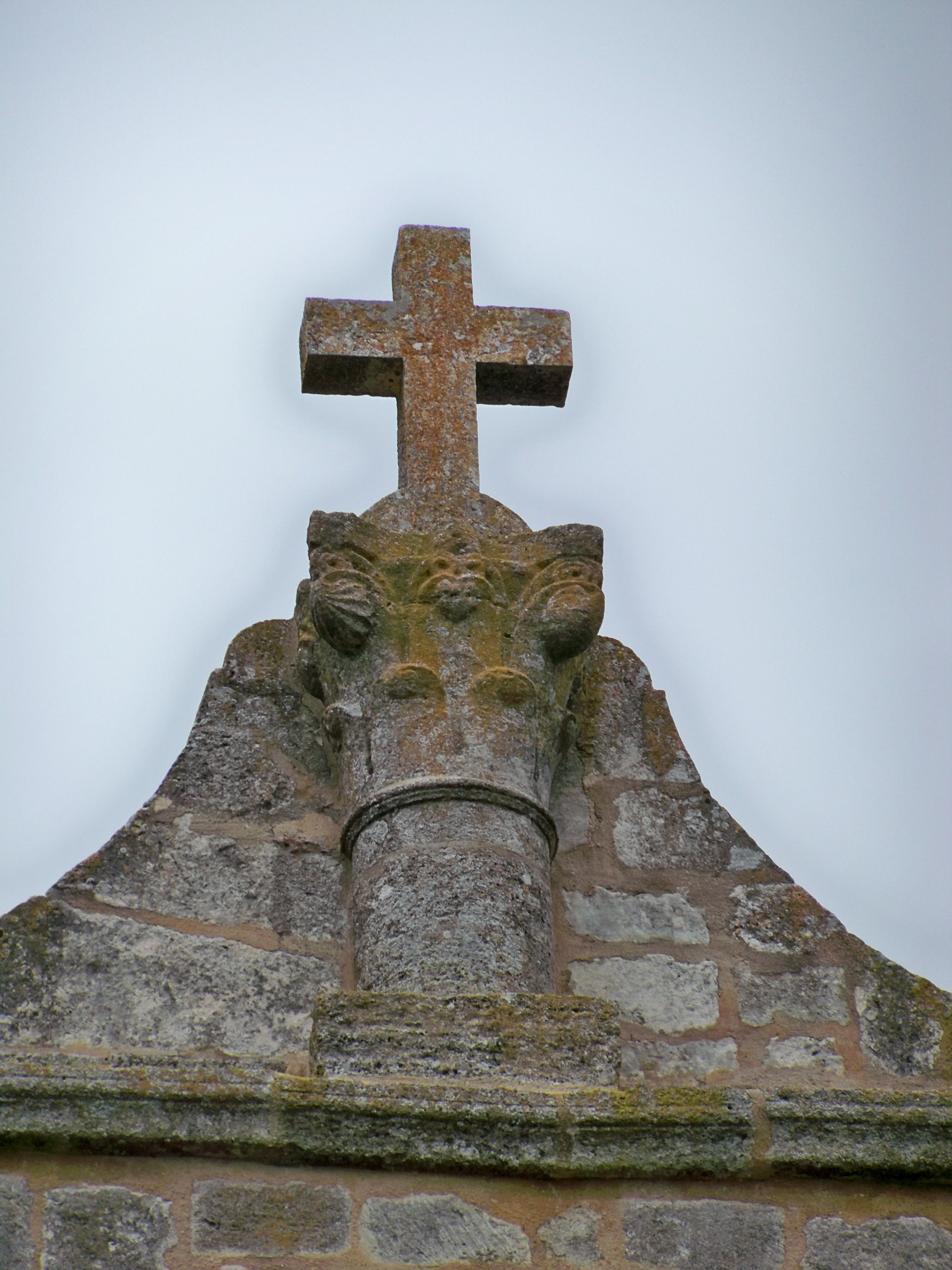
Colonne et chapiteau
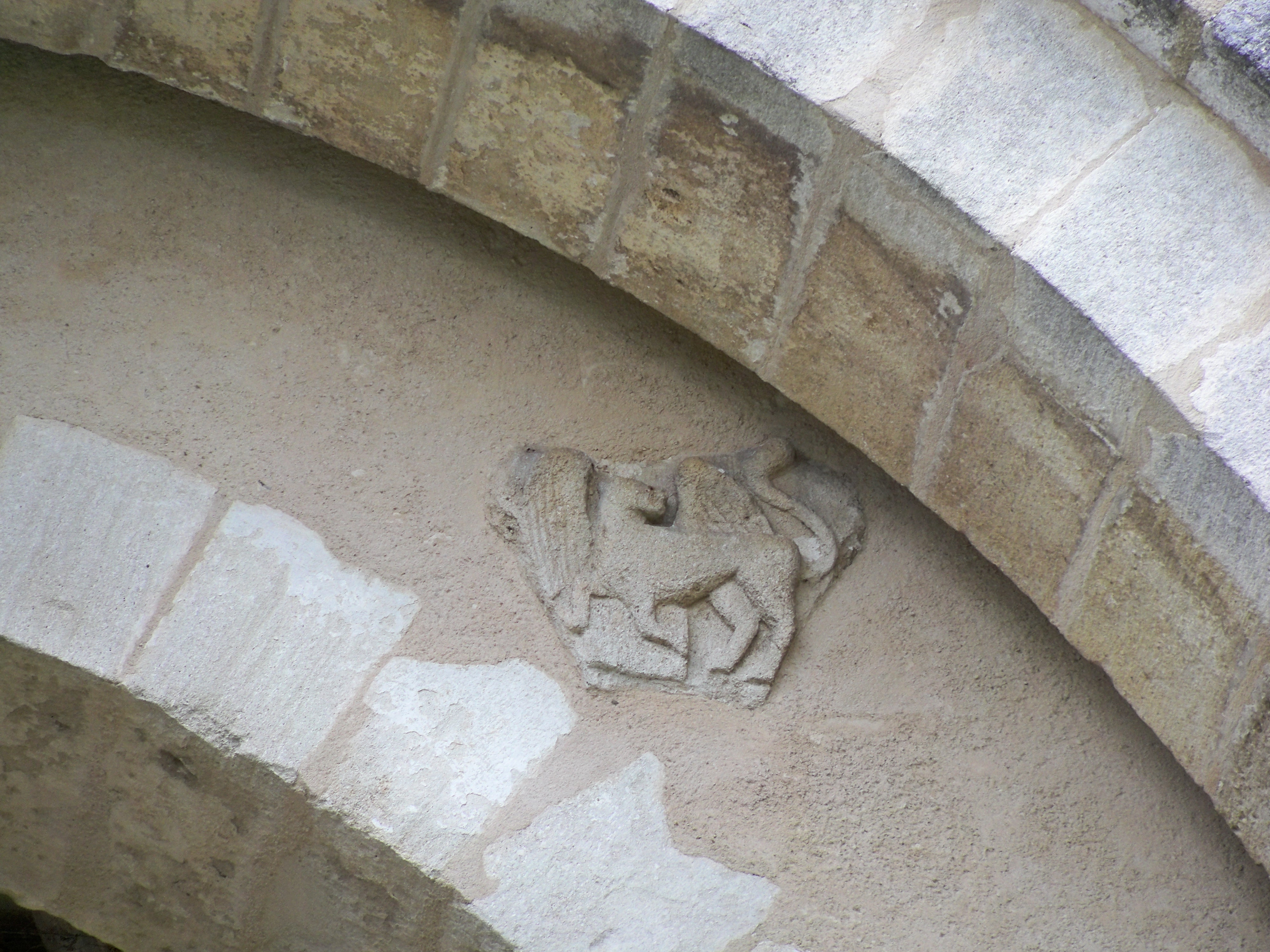
Symbole de Marc l'Évangéliste
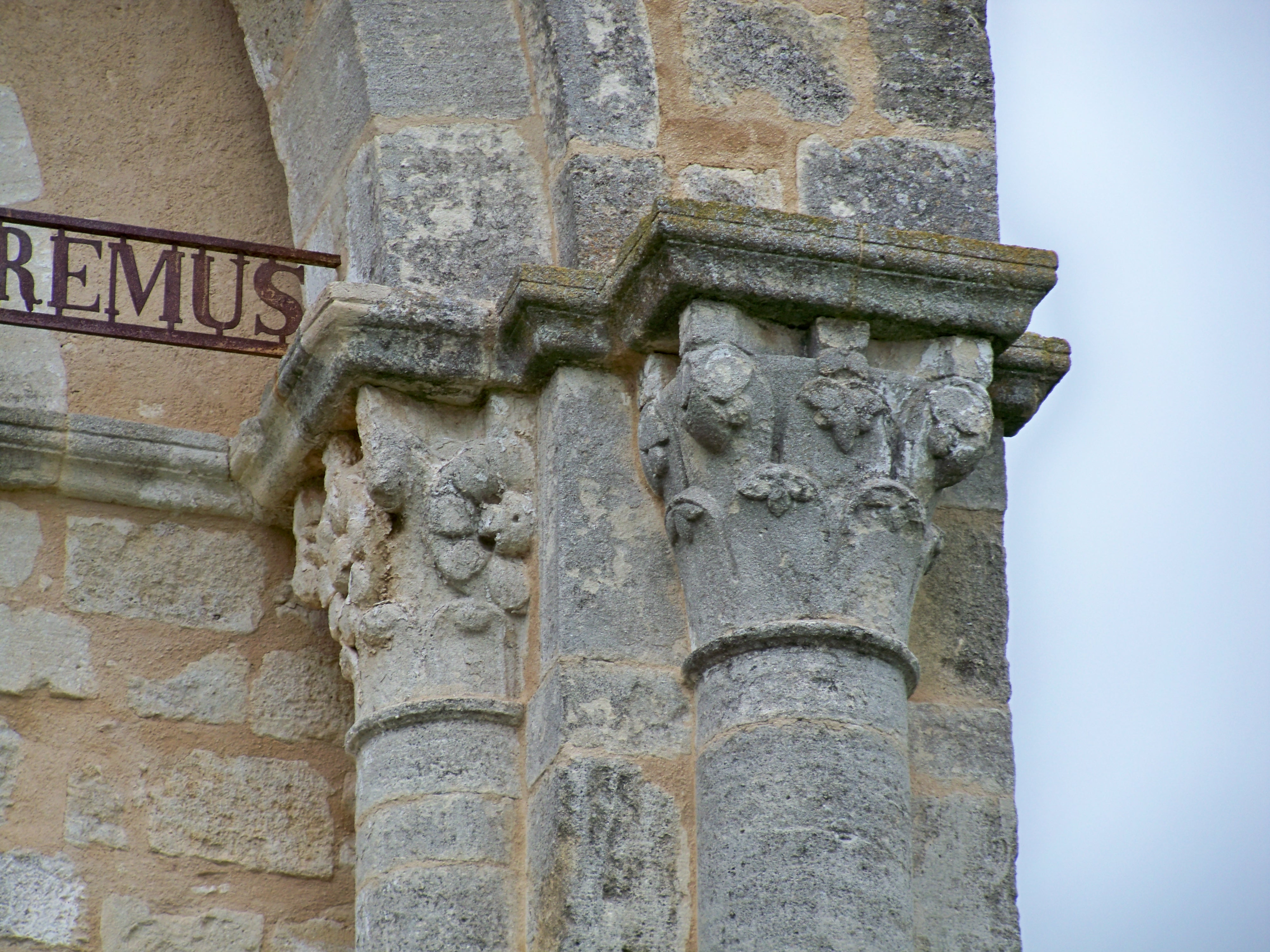
Détail du chapiteau de droite